# Hymenura nigra
Hymenura nigra là một loài tò vò trong họ Ichneumonidae.